# Vjenceslav Novak
Vjenceslav Novak (Senj, 11 de setembre de 1859 - Zagreb, 20 de setembre de 1905) va ser un escriptor, traductor i dramaturg croat, enquadrat dins el corrent realista.
Nascut en el si d'una família txeca emigrant, de la qual, per part materna, provenia d'emigrants bavars. Va ser considerat com l'escriptor realista croat de més èxit, i conegut pel malnom del Balzac croat.
Va entrar en el món de la narrativa el 1881, amb l'obra Maca. Va escriure set novel·les i va publicar trenta narratives. També va compondre poemes, folletins, obres dramàtiques o crítiques, així com va fer arranjaments musicals. Al llarg de la seua carrera va evolucionar de les històries de caràcter romàntic a poemes de temàtica ocultista i psicològica.

## Obres
- Novel·les:
  - Pavao Šegota
  - Posljednji Stipančići
  - Dva svijeta
  - Tito Dorčić
  - Pod Nehajem
  - Nikola Baretić